# Stazione di Borgo-Cerreto-Sellano
La stazione di Borgo Cerreto-Sellano è stata una stazione ferroviaria posta lungo la ex linea ferroviaria a scartamento ridotto Spoleto-Norcia, in località Borgo Cerreto, a servizio dei comuni di Cerreto di Spoleto e di Sellano.

## Storia
La stazione fu inaugurata insieme alla linea il 1º novembre 1926 e rimase attiva fino al 31 luglio 1968.

## Strutture e impianti
La stazione era dotata di un fabbricato viaggiatori e due binari. Nel 2016 dell'infrastruttura sopravvive solo il fabbricato viaggiatori (adibito ad abitazione privata). Il sedime dei binari è stato smantellato, e trasformato in pista ciclabile.